# Stefano Celozzi
Stefano Celozzi (ur. 2 listopada 1988) – niemiecki piłkarz z włoskimi korzeniami. Prawy obrońca. Obecnie jest zawodnikiem VfL Bochum.
W barwach Bayernu II Monachium rozegrał 81 spotkań i strzelił 3 bramki. Zaliczył kilka występów w sparingach pierwszego zespołu z Monachium. W koszulce pierwszego zespołu grał z numerem 28. W 2008 przeniósł się do Karlsruher SC. Zadebiutował w barwach nowego klubu 10 sierpnia 2008 meczem w ramach 1 rundy Pucharu Niemiec przeciwko SpVgg Ansbach. Były reprezentant Niemiec w kategoriach wiekowych: U-16,U-17 i U-21.